# America's Next Top Model (diciassettesima edizione)
La diciassettesima stagione di America's Next Top Model è andata in onda sul canale The CW dal 14 settembre al 7 dicembre 2011, con il sottotitolo All-Stars, poiché le 14 modelle in gara erano tutte ex-concorrenti delle precedenti edizioni.
I premi per la vincitrice, oltre i contratti con la compagnia di cosmetici CoverGirl e l'agenzia di settore IMG Models e la copertina di Vogue, sono una campagna pubblicitaria su alcune riviste e la possibilità di fare da testimonial per un profumo lanciato dal franchising.
La destinazione internazionale per questa stagione è stata Creta, Grecia, e la vincitrice è  stata Lisa D'Amato, trentenne di Los Angeles, ex concorrente della quinta stagione, nella quale si era classificata sesta.
Per la prima volta, il primo episodio si è tenuto dal vivo e con il pubblico, mentre la prima eliminazione si è tenuta con solo le modelle e i giurati ; è inoltre la prima stagione ad essere girata in alta definizione e nella quale una concorrente, Angelea, viene squalificata appena prima della finale (girata per queste ragioni a Los Angeles e non più in Grecia) per aver taciuto riguardo al suo passato da escort.

## Concorrenti
| Concorrenti             | Età1 | Altezza | Provenienza | Posizione                        | 1° Partecipazione                 |
| ----------------------- | ---- | ------- | ----------- | -------------------------------- | --------------------------------- |
| Brittany Brower         | 29   | 180 cm  | Stagione 4  | Tallahassee, Florida             | Eliminata nell'episodio 1         |
| Sheena Sakai-Satana     | 24   | 178 cm  | Stagione 11 | Harlem, New York                 | Eliminata nell'episodio 2         |
| Isis King               | 26   | 171 cm  | Stagione 11 | Prince George's County, Maryland | Eliminata nell'episodio 3         |
| Camille McDonald        | 33   | 178 cm  | Stagione 2  | Mamaroneck, New York             | Eliminata nell'episodio 4         |
| Brittany "Bre" Scullark | 26   | 173 cm  | Stagione 5  | Harlem, New York                 | Eliminata nell'episodio 6         |
| Kayla Ferrel            | 21   | 175 cm  | Stagione 15 | Rockford, Illinois               | Eliminate nell'episodio 7         |
| Bianca Golden           | 22   | 180 cm  | Stagione 9  | Queens, New York                 | Eliminate nell'episodio 7         |
| Alexandria Everett      | 21   | 178 cm  | Stagione 16 | Huntington Beach, California     | Eliminata nell'episodio 8         |
| Shannon Stewart         | 27   | 178 cm  | Stagione 1  | Franklin, Ohio                   | Eliminata nell'episodio 9         |
| Dominique Reighard      | 27   | 175 cm  | Stagione 10 | Columbus, Ohio                   | Eliminata nell'episodio 10        |
| Laura Kirkpatrick       | 222  | 168 cm  | Stagione 13 | Stanford, Kentucky               | Eliminata nell'episodio 12        |
| Angelea Preston         | 25   | 180 cm  | Stagione 14 | Buffalo, New York                | Squalificata nell'episodio finale |
| Allison Harvard         | 23   | 178 cm  | Stagione 12 | New Orleans, Louisiana           | Seconda classificata              |
| Lisa D'Amato            | 30   | 175 cm  | Stagione 5  | Los Angeles, California          | Vincitrice                        |

 1 L'età delle concorrenti si riferisce all'anno della messa in onda del programma
2 Laura ha compiuto 22 anni durante le riprese dell'episodio 9

## Makeover
- Alexandria: Taglio altezza spalle sbarazzino con frangia
- Allison: Volume
- Angelea: Capelli accorciati e scuriti
- Bianca: Capelli accorciati, scuriti e frangia aggiunta
- Bre: Taglio più corto
- Camille: Taglio più corto
- Dominique: Extension
- Isis: Extension
- Kayla: Capelli tinti rosso mogano
- Laura: Volume e schiarimento
- Lisa: Taglio altezza spalle
- Shannon: Extension
- Sheena: Volume

## Ordine di eliminazione
| 1  | Isis       | Lisa       | Allison    | Angelea    | Laura      | Dominique  | Lisa       | Allison    | Dominique | Laura     | Lisa    | Lisa    |  |  |
| 2  | Allison    | Bianca     | Bianca     | Dominique  | Shannon    | Lisa       | Angelea    | Lisa       | Allison   | Allison   | Angelea | Allison |  |  |
| 3  | Camille    | Alexandria | Shannon    | Allison    | Dominique  | Bianca     | Laura      | Dominique  | Angelea   | Lisa      | Allison | Angelea |  |  |
| 4  | Lisa       | Laura      | Bre        | Laura      | Allison    | Angelea    | Alexandria | Laura      | Lisa      | Angelea   | Laura   |         |  |  |
| 5  | Angelea    | Angelea    | Kayla      | Kayla      | Alexandria | Allison    | Allison    | Shannon    | Laura     | Dominique |         |         |  |  |
| 6  | Laura      | Dominique  | Camille    | Shannon    | Kayla      | Kayla      | Dominique  | Angelea    | Shannon   |           |         |         |  |  |
| 7  | Bre        | Shannon    | Alexandria | Bre        | Bre        | Shannon    | Shannon    | Alexandria |           |           |         |         |  |  |
| 8  | Bianca     | Allison    | Lisa       | Bianca     | Bianca     | Laura      | Bianca     |            |           |           |         |         |  |  |
| 9  | Shannon    | Isis       | Laura      | Alexandria | Angelea    | Alexandria | Kayla      |            |           |           |         |         |  |  |
| 10 | Dominique  | Bre        | Dominique  | Lisa       | Lisa       | Bre        |            |            |           |           |         |         |  |  |
| 11 | Sheena     | Camille    | Angelea    | Camille    |            |            |            |            |           |           |         |         |  |  |
| 12 | Kayla      | Kayla      | Isis       |            |            |            |            |            |           |           |         |         |  |  |
| 13 | Alexandria | Sheena     |            |            |            |            |            |            |           |           |         |         |  |  |
| 14 | Brittany   |            |            |            |            |            |            |            |           |           |         |         |  |  |

- Nell'episodio 5, Angelea e Lisa sono al ballottaggio, ma nessuna delle due viene eliminata.
- Nell'episodio 7, tre sono le concorrenti al ballottaggio: Shannon viene salvata, mentre Bianca e Kayla vengono eliminate.
- L'episodio 11 è il riassunto dei precedenti.
- Nell'episodio finale, prima del giudizio per la decisione della vincitrice, Tyra annuncia che Angelea è stata squalificata dalla gara.

     La concorrente è stata eliminata
     La concorrente è immune dall'eliminazione
     La concorrente è parte di una non eliminazione
     La concorrente è stata squalificata
     La concorrente ha vinto la competizione

## Servizi fotografici
- Episodio 1: Personalità All-Star.
- Episodio 2: Hot dog con stile.
- Episodio 3: In coppia sui trampoli.
- Episodio 4: campagna pubblicitaria per Express con modelli.
- Episodio 5: Tributo a Michael Jackson.
- Episodio 6: Rissa in un bar con Coco Rocha.
- Episodio 7: Star in motocicletta.
- Episodio 8: Video musicale Pot Ledom.
- Episodio 9: In intimo in un piatto gigante di insalata greca.
- Episodio 10: Antichi sport olimpici.
- Episodio 12: Ispirato al romanzo Modelland di Tyra Banks con Tyson Beckford.
- Episodio 13: Pubblicità CoverGirl Intense Shadow Blast e copertina per Beauty in Vogue